# Nyikolaj Petrovics Morozov
Nyikolaj Petrovics Morozov (oroszul: Николай Петрович Морозов; Ljuberci, 1916. augusztus 25. – Moszkva, 1981. október 15.) orosz labdarúgó, válogatott edző.
A szovjet válogatottat szövetségi kapitányaként irányította az 1966-os világbajnokságon.